# Tomoyuki Iino
Tomoyuki Iino (飯野智行, Iino Tomoyuki), né le 5 octobre 1989 à Tomioka (Gunma), est un coureur cycliste japonais membre de l'équipe Nasu Blasen.

## Palmarès et classements mondiaux

### Palmarès
- 2011
  - 2e du Japan Cup Open Race
- 2012
  - JBCF Wajima
  - 2e du JBCF Ishikawa
  - 4e du championnat du Japon sur route
  - 6e du Tour de Hokkaido
- 2013
  - 2e du JBCF Ibukiyama
  - 2e du JBCF Miyada

### Classements mondiaux
| Année         | 2012 | 2013 |
| ------------- | ---- | ---- |
| UCI Asia Tour | 224e | 314e |